# 粗鱗蟒
粗鱗蟒（學名：Morelia carinata）是蛇亞目蟒科樹蟒屬下的一種無毒蟒蛇，主要分布於澳洲，目前未有任何亞種被確認。

## 特徵
成年的粗鱗蟒體長約達2.5米，擁有大塊的額鱗，龍骨狀的鱗片亦甚顯著。與其它蟒蛇相比，身形偏幼，但有強韌肌肉。身體顏色以淺棕色為基調，斑紋呈暗棕色。腹部為白色，間中有黑色斑點。

## 地理分布
粗鱗蟒主要分布於澳洲、西澳西北部等地區，標準產地為西澳的「Mitchell River Falls」。

## 習性
粗鱗蟒多出沒於山岩地區，也會於矮樹間盤踞。牠們多於黃昏時間活動，性情尚算溫和，不易發動咬擊。繁殖方面，粗鱗蟒與一般蟒蛇一樣，是卵生動物。

## 備註
1. 1 2  McDiarmid RW, Campbell JA, Touré T. 1999. Snake Species of the World: A Taxonomic and Geographic Reference, vol. 1. Herpetologists' League. 511 pp. ISBN 1-893777-00-6 (series). ISBN 1-893777-01-4 (volume).
2. ↑  . ITIS. 2007  [19 September, 2007].

## 外部連結
- （英文）[http://reptile-database.reptarium.cz/species.php?genus=Morelia&维基数据:+Q1541179AFD:+Morelia_carinataEoL:+791409GBIF:+5225686iNaturalist:+32168IRMNG:+11050168ITIS:+634778IUCN:+42494086NCBI:+461328RD:+carinataSpecies+:+5171